# Elecciones al Congreso de los Diputados de abril de 2019 (Orense)
Las elecciones al Congreso de los Diputados de 2019 se celebraron en la provincia de Orense el domingo 28 de abril, como parte de las elecciones generales convocadas por Real Decreto dispuesto el 4 de marzo de 2019 y publicado en el Boletín Oficial del Estado el día siguiente. Se eligieron los 4 diputados del Congreso correspondientes a la circunscripción electoral de Orense, mediante un sistema proporcional (método d'Hondt) con listas cerradas y un umbral electoral del 3%.

## Resultados
Los comicios depararon 2 escaños al Partido Socialista Obrero Español, y al Partido Popular.
| Candidatura                                          | Candidatura                                          | Votos   | %                                       | Escaños                                 |
| ---------------------------------------------------- | ---------------------------------------------------- | ------- | --------------------------------------- | --------------------------------------- |
|                                                      | Partido Popular (PP)                                 | 66 121  | 34,81                                   | 2                                       |
|                                                      | Partido Socialista Obrero Español (PSOE)             | 62,657  | 32,99                                   | 2                                       |
|                                                      |                                                      |         |                                         |                                         |
| Ciudadanos-Partido de la Ciudadanía (Cs)             | Ciudadanos-Partido de la Ciudadanía (Cs)             | 20 430  | 10,76                                   | 0                                       |
| Unidas Podemos-En Común-Equo- (UP-EU)                | Unidas Podemos-En Común-Equo- (UP-EU)                | 17 002  | 8,95                                    | 0                                       |
| Vox (Vox)                                            | Vox (Vox)                                            | 9708    | 5,11                                    | 0                                       |
| Bloque Nacionalista Galego (BNG)                     | Bloque Nacionalista Galego (BNG)                     | 7451    | 3,92                                    | 0                                       |
| En Marea (En Marea)                                  | En Marea (En Marea)                                  | 2188    | 1,15                                    | 0                                       |
| Partido Animalista Contra el Maltrato Animal (PACMA) | Partido Animalista Contra el Maltrato Animal (PACMA) | 1482    | 0,78                                    | 0                                       |
| Vivir Ourense (VOU)                                  | Vivir Ourense (VOU)                                  | 382     | 0,19                                    | 0                                       |
| Compromiso por Galicia (CxG)                         | Compromiso por Galicia (CxG)                         | 282     | 0,15                                    | 0                                       |
| Por un Mundo Más Justo (PUM+J)                       | Por un Mundo Más Justo (PUM+J)                       | 197     | 0,10                                    | 0                                       |
| Recortes Cero-Grupo Verde (R0-GV)                    | Recortes Cero-Grupo Verde (R0-GV)                    | 187     | 0,10                                    | 0                                       |
| Partido Comunista dos Traballadores de Galiza (PCTG) | Partido Comunista dos Traballadores de Galiza (PCTG) | 136     | 0,07                                    |                                         |
| Votos válidos                                        | Votos válidos                                        | 188 149 | 100,00                                  | 4                                       |
| Votos nulos                                          | Votos nulos                                          | 2385    | Participación: · \| \| 73,82 % \| 4,00% | Participación: · \| \| 73,82 % \| 4,00% |
| Votantes                                             | Votantes                                             | 192 328 | Participación: · \| \| 73,82 % \| 4,00% | Participación: · \| \| 73,82 % \| 4,00% |
| Electores                                            | Electores                                            | 260 523 | Participación: · \| \| 73,82 % \| 4,00% | Participación: · \| \| 73,82 % \| 4,00% |
|                                                      | 73,82 %                                              |         |                                         |                                         |

## Diputados electos
Relación de diputados electos:
| N.º | Nombre                   | Lista | Lista |
| --- | ------------------------ | ----- | ----- |
| 1   | Ana Belén Vázquez Blanco |       | PP    |
| 2   | Marina Ortega Otero      |       | PSOE  |
| 3   | Celso Luis Delgado Arce  |       | PP    |
| 4   | Adolfo Pérez Abellás     |       | PSOE  |